# Singapore Pro Wrestling
Singapore Pro Wrestling es una promoción de lucha profesional con sede en Singapur. Fue la primera promoción moderna de lucha profesional en el sudeste asiático, y fue fundada por Andruew Tang y Vadim Koryagin en febrero de 2012. La promoción también tiene una escuela de lucha libre.

## Historia

### Formación
En septiembre de 2011, Anduew Tang y Vadim Koryagin buscaron interés en establecer una promoción pro lucha libre en Singapur. El 6 de febrero de 2012, SPW se fundó oficialmente con su primera clase de prueba en sus instalaciones originales en Tai Seng. Las clases regulares comenzaron la semana siguiente. En 2013, SPW se mudó al Kampong Ubi Community Club. En sus nuevas instalaciones, SPW organizó espectáculos gratuitos de lucha libre para la comunidad local. A medida que creció la exposición de SPW, las instalaciones del Kampong Ubi Community Club pronto se volvieron demasiado pequeñas para contener al público que vino a ver el espectáculo. En respuesta, SPW se mudó a un nuevo campo de entrenamiento en Joo Seng. Dejaron de organizar espectáculos en su campo de entrenamiento y optaron por organizar espectáculos en varios lugares, como la Federación de Singapur de la Asociación del Clan Chino y The Pavilion. Pronto, SPW comenzó a exhibir varios luchadores extranjeros en sus partidos. Esto culminó en Wrestling City Asia y la colaboración de SPW con promociones como MYPW, MWF y Gatoh Pro-Wrestling. En 2018, SPW comenzó a retribuir a la comunidad y organizó un espectáculo para los trabajadores migrantes en Singapur en el centro de recreación para trabajadores migrantes ubicado en Penjuru. En 2019, SPW comenzó a mostrar a las principales estrellas como Kenny Omega y Michael Nakazawa en sus shows. También continuó sus espectáculos para los trabajadores migrantes con su último espectáculo en el dormitorio de trabajadores de Seletar. SPW comenzó a retribuir a la comunidad y organizó un espectáculo para los trabajadores migrantes en Singapur en el centro de recreación para trabajadores migrantes ubicado en Penjuru. En 2019, SPW comenzó a mostrar a las principales estrellas como Kenny Omega y Michael Nakazawa en sus shows. También continuó sus espectáculos para los trabajadores migrantes con su último espectáculo en el dormitorio de trabajadores de Seletar. SPW comenzó a retribuir a la comunidad y organizó un espectáculo para los trabajadores migrantes en Singapur en el centro de recreación para trabajadores migrantes ubicado en Penjuru. En 2019, SPW comenzó a mostrar a las principales estrellas como Kenny Omega y Michael Nakazawa en sus shows. También continuó sus espectáculos para los trabajadores migrantes con su último espectáculo en el dormitorio de trabajadores de Seletar.

## Roster actual

### Luchadores

#### Elenco masculino
| Nombre en Ring   | Nombre real     | Apodo                                            | Notas                                             |  |
| ---------------- | --------------- | ------------------------------------------------ | ------------------------------------------------- |  |
| Thaibarian       | Desconocido     |                                                  |                                                   |  |
| Andruew Tang     | Andruew Tang    | "The Statement" "Singapore's First Pro-Wrestler" | SPW Southeast Asian Champion Miembro de Onslaught |  |
| Da Butcherman    | Danial Alias    |                                                  | Campeón recurrente de Singapur                    |  |
| Kyle Black       | Keeran Broysten | "Trickster"                                      | Líder de Social Misfits                           |  |
| Ray              | Ray Lim         | "Hustler"                                        | Miembro de Social Misfits                         |  |
| Destroyer Dharma | Danie Dharma    | "The Destroyer"                                  |                                                   |  |
| Big Good Jack    | Jack Chong      |                                                  |                                                   |  |
| Judas            | Desconocido     | "Old Boy"                                        | Miembro de Social Misfits                         |  |
| Aiden Rex        | Desconocido     |                                                  |                                                   |  |
| Blue Nova        | Desconocido     |                                                  |                                                   |  |
| Carl Hella       | Carl Hella      | "The Boss" "The GM"                              |                                                   |  |
| CK Vin           | Desconocido     |                                                  |                                                   |  |
| Dr. Gore         | Desconocido     | "The Good Doctor"                                |                                                   |  |
| Top Notch        | Desconocido     |                                                  |                                                   |  |
| Prince Khaleed   | Desconocido     |                                                  |                                                   |  |
| Andros           | Desconocido     |                                                  | Miembro del equipo A.C.E                          |  |
| Axel Sun         | Desconocido     |                                                  | Miembro del equipo A.C.E                          |  |

#### Elenco femenino
| Nombre en Ring | Nombre real | Apodo | Notas                     |
| -------------- | ----------- | ----- | ------------------------- |
| Luna Inez      | Unknown     |       |                           |
| Selina         | Celine Chia |       | Miembro de Social Misfits |
| The Coloniser  | Unknown     |       |                           |
| Alexis Lee     | Marie Lee   |       |                           |

#### Managers
| Nombre en Ring                | Nombre real                   | Apodo                                  |
| ----------------------------- | ----------------------------- | -------------------------------------- |
| General Manager Carl Hella    | Carl Hella                    | Manager general                        |
| Teo Holmes Archibald Ignatius | Teo Holmes Archibald Ignatius | Personal Lawyer to the General Manager |
| The Asian Toy Boy             | Unknown                       | Manager de The Coloniser               |
| Selina                        | Celine Chia                   | Manager de Social Misfits              |

#### Árbitros
| Nombre en Ring | Nombre real | Apodo     | Notas                  |
| -------------- | ----------- | --------- | ---------------------- |
| Referee Sodiq  | Sodiq       | Principal | apodado "Referee Kayu" |
| Referee Ryan   | Ryan Sheum  | Asistente |                        |

#### Otro personal
| Nombre en Ring | Nombre real    | Apodo                 |
| -------------- | -------------- | --------------------- |
| Andre Frois    | Andre Frois    | Anunciador en el Ring |
| Farhan         | Farhan Ismail  | Logística             |
| Vadim          | Vadim Koryagin | Fundador              |
| Andruew Tang   | Andruew Tang   | Cofundador            |